# Etelredo II de Inglaterra
Etelredo II (c. 968 — 23 de abril de 1016), também chamado de Etelredo, o Despreparado, foi Rei da Inglaterra entre 978 e 1013 e depois de 1014 até sua morte. Etelredo era filho do segundo casamento do rei Edgar de Inglaterra com Elfrida e sucedeu no trono depois do assassinato do seu meio-irmão mais velho, Eduardo o Mártir.
Durante o seu reinado, Etelredo enfrentou uma invasão viquingue liderada por Olavo Tryggvason, um senhor da guerra norueguês. Depois de algumas derrotas, Etelredo conseguiu expulsar os viquingues  por meio de um enorme tributo oferecido a seus líderes. A guerra estava no entanto reaberta e, em 13 de Novembro de 1002, Etelredo ordena o massacre das comunidades viquingues estabelecidas na costa de Inglaterra.
Esta atitude brutal provocou uma série de campanhas lideradas por Sueno I da Dinamarca contra a Inglaterra. Em 1013, Etelredo foi obrigado a fugir para a Normandia para salvar a vida, regressando à Inglaterra no ano seguinte para recuperar a coroa. Apesar dos reveses militares, o reinado de Etelredo foi marcado por boas condições económicas e prosperidade, como indica a alta qualidade das moedas cunhadas durante esse período. 
Etelredo foi pai de pelo menos dezesseis crianças, incluindo Eduardo o Confessor, dos seus dois casamentos: com Elgiva de Iorque e Ema da Normandia. O sobrinho-neto de Ema Guilherme, Duque da Normandia utilizou essa relação familiar como argumento para invadir as Ilhas Britânicas em 1066.

## Início de Vida
O pai de Etelredo II, o rei Edgar de Inglaterra, morreu repentinamente em julho de 975, deixando dois filhos. O mais velho, Eduardo (mais tarde Eduardo, o Mártir), era provavelmente ilegítimo, e ainda era muito jovem para carregar a responsabilidade de ser rei com 7-9 anos quando seu pai morreu (975). O filho mais novo era Etelredo, cuja mãe Elfrida se casou com Edgar em 964. Como o filho mais velho de Edgar, Eduardo seria provavelmente o sucessor natural do trono, mesmo com sua idade jovem. Vários nobres ingleses se opuseram à sucessão de Eduardo e defenderam a tomada de Etelredo ao trono; já que Etelredo era o filho da última e viva esposa de Edgar, e não havia nenhum rumor de ilegitimidade no nascimento de Etelredo, ao contrário de seus outros irmãos.

## Casamentos e descendência
Etelredo desposou em primeiro Elgiva de Iorque, filha de Thored, earl da Nortumbria, por volta de 985. Os seus filhos foram:
- Etelstano (nascido antes de 993, m. 1014);
- Egberto (nascido antes de 993, m. 1005);
- Edmundo II de Inglaterra (m. 1016);
- Edredo (m. 1012);
- Eduíno (morto em 1017);
- Edgar ((m. 1008);
- Edgida (nascida antes de 993), casou com Edrico, o Aquisitivo, conde da Mércia;
- Elgiva, casou com Utredo, conde da Nortúmbria.

Em 1002 Etelredo casou com Ema da Normandia, irmã de Ricardo II, Duque da Normandia. Os seus filhos foram:
- Eduardo, o Confessor (Rei de Inglaterra, morto em 1066);
- Alfredo Atelingo (morto em 1036–37);
- Goda de Inglaterra.